# Guvernorát Hamá
Guvernorát Hamá (arabsky مُحافظة حماه ‎, Muhafzt Hammah) je jeden ze čtrnácti guvernorátů Sýrie. Leží na středozápadě státu a jeho správním střediskem je město Hamá. Celý guvernorát má rozlohu přes 8800 čtverečních kilometrů a v roce 2010 měl podle odhadů půldruhého milionu obyvatel.

## Zaměření – zemědělství
Guvernorát Hamá je významným zemědělským a průmyslovým centrem Sýrie. Pro potřebu zemědělství je využíváno asi 3 680 čtverečních kilometrů půdy, což tvoří asi třetinu celkové rozlohy provincie. Každý rok se zde vyprodukuje více než polovina všech zemědělských plodin (obzvláště brambory a pistáciové oříšky) z celé Sýrie. Je zde rozšířen též chov dobytka.

## Okresy
Guvernorát je rozdělen na 5 okresů (Manatiq):
- Hamá
- Masyaf
- Muharda
- Salmíja
- Al-Suqajlabíja

Tyto okresu jsou dále rozděleny na 22 "podokresů" (Nawahi)